# Kazuhiko
Kazuhiko es una novela gráfica, estilo japonés (manga), género épico-trágico. Creada por el mangaka guatemalteco Karei, la historia se desarrolla en doce capítulos, con 30 páginas por capítulo.

## Argumento
La historia se desarrolla en el Japón actual y mezcla hechos históricos reales con ficción, muy al estilo del manga, que es una técnica japonesa de ilustración, minimalista y expresionista al mismo tiempo.
Este drama épico muestra a un héroe, Kazuhiko, el descendiente de una antigua familia de la casta de los samuráis, quien es víctima de la pasión que tuvo por defender a gente inocente, al grado de cambiar de postura y transformarse en villano.
Se ponen en conflicto los preceptos del bien y el mal en el sentido de que todo obedece a una razón muchas veces oculta pero no forzosamente inexistente. Kazuhiko debe asesinar a cambio de recuperar a su esposa Eiko. Sin embargo el honor que siempre ha sido su ideal se convertirá en una espada de dos filos en su lucha entre su amor y su deber...
- Datos: Q5958783